# Свято-Троицкий собор (Шарыпово)
Свято-Троицкий собор — православный храм в городе Шарыпово Красноярского края. Строительство велось в 1990-е годы. Храм освящён 3 декабря 1999 года в честь Живоначальной Троицы Патриархом Московским и всея Руси Алексием II. Высота храма — 47 метров. Вместимость — 1200 прихожан. Вместе с прилегающей территорией храм занимает 2,5 гектара.

## История строительства
24 октября 1990 года в городе была официально зарегистрирована религиозная община Русской православной церкви. Решение о строительстве храма было принято 14 ноября 1990 года по заявлению членов общины исполком Шарыповского городского Совета народных депутатов. Этому способствовало бурное развитие города, которое пришлось на 1985—1991 годы.
8 июля 1991 года на месте строительства храма была забита первая свая, состоялось богослужение. 1 сентября 1991 года забивка свай была закончена, возведение стен храма продолжалось в течение трех лет. Кирпичная кладка закончена в июле 1994 года.
К июлю 1995 года на стадии завершения находился главный купол Свято-Троицкого храма. 15 июня 1995 года были освящены кресты храма. В конце февраля 1996 года добавились ещё два купола. Храм имеет семь колоколов. Все они отлиты на московском ЗИЛе, самый маленький весом 14 кг, самый большой — 18 пудов. Колокола были установлены и впервые звонили 9 апреля 1996 года. К марту 1997 года храм открылся для молитв всех верующих и прихожан.
Сооружение иконостаса началось в конце 1998 года, и в начале 1999 года остов уже стоял. Храм увенчан пятью главами. Центральная, самая большая, олицетворяет самого Иисуса Христа, являющегося главой церкви, вокруг центральной главы четыре меньших, символизирующих четырёх евангелистов.